# 吉莉恩·巴克豪斯
吉莉恩·巴克豪斯（英語：Gillian Backhouse，1991年6月20日—），澳大利亚女子铁人三项运动员。她曾代表澳大利亚参加2018年英联邦运动会铁人三项比赛，获得混合接力金牌。